# Bertiliellidae
Famille
Les Bertiliellidae sont une famille de vers plats marins de l'ordre des Rhabdocoela (infra-ordre des Eukalyptorhynchia  et sous-ordre des Kalyptorhynchia).

## Systématique
Le nom valide complet (avec auteur) de ce taxon est Bertiliellidae Rieger & Sterrer, 1975.

### Liste des genres
Selon la base de données World Register of Marine Species (27 décembre 2023), la famille des Bertiliellidae regroupe les deux genres suivants :
- Bertiliella Rieger & Sterrer, 1975
- Florianella Rieger & Sterrer, 1975

### Publication originale
(en) Reinhard Maria Rieger, Wolfgang Sterrer, « New spicular skeletons in Turbellaria, and the occurrence of spicules in marine meiofauna », Z zool Syst Evolutionsforsch, vol. 13, 1975, pp. 207-278 lire